# Syrrhopodon rigidus
Syrrhopodon rigidus là một loài rêu trong họ Calymperaceae. Loài này được Hook. & Grev. mô tả khoa học đầu tiên năm 1825.